# یواس‌اس ویلیام بجر (۱۸۶۱)
یواس‌اس ویلیام بجر (۱۸۶۱) (به انگلیسی: USS William Badger (1861)) یک کشتی بود که طول آن ۱۰۶' ۰" بود. این کشتی در سال ۱۸۲۹ ساخته شد.